# Pausandra macrostachya
Pausandra macrostachya är en törelväxtart som beskrevs av Adolpho Ducke. Pausandra macrostachya ingår i släktet Pausandra och familjen törelväxter. Inga underarter finns listade i Catalogue of Life.